# Baituniya

Das Rathaus der Stadt

Der Wasserturm im Süden der Stadt

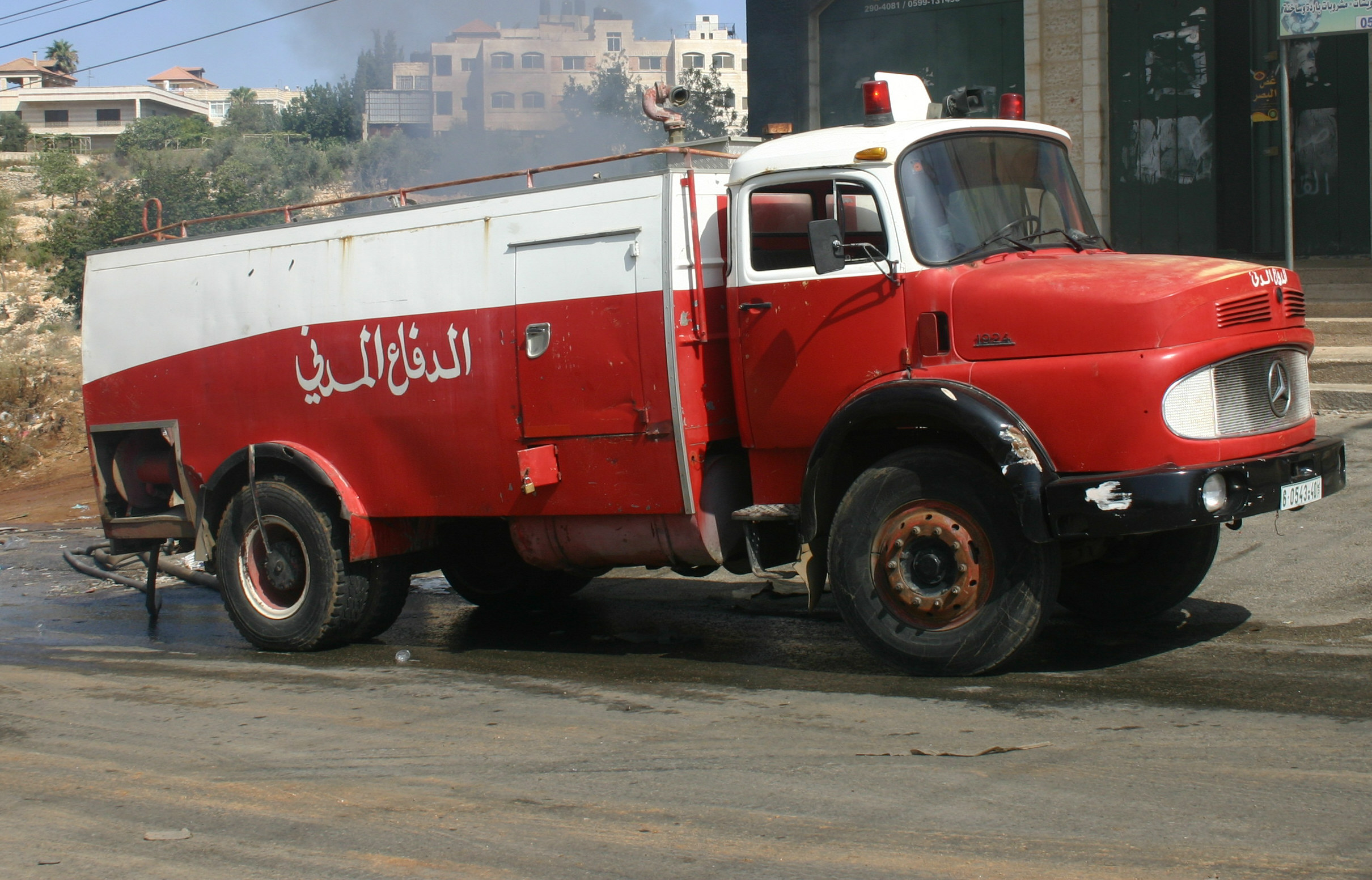
Das Feuerwehrfahrzeug von Baituniya

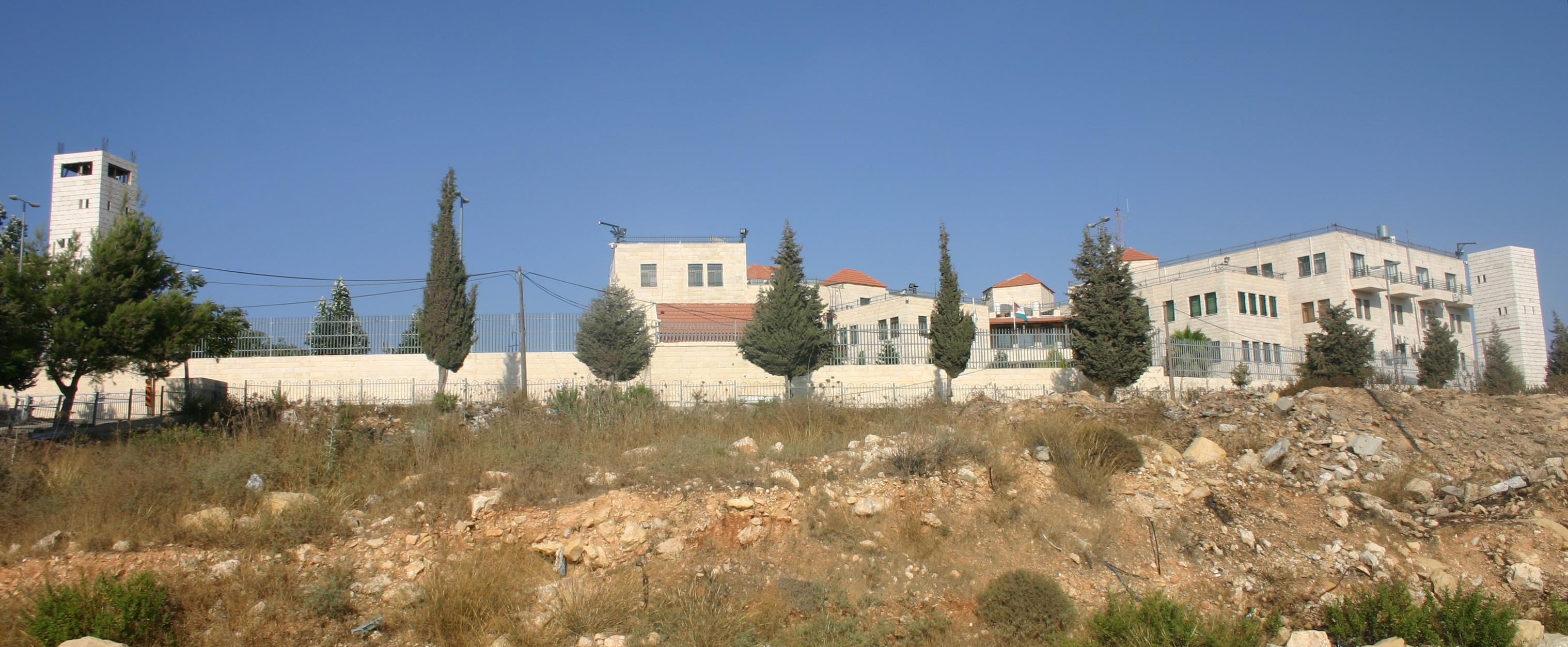
Hauptquartier des palästinensischen Geheimdienstes (Preventive Security)

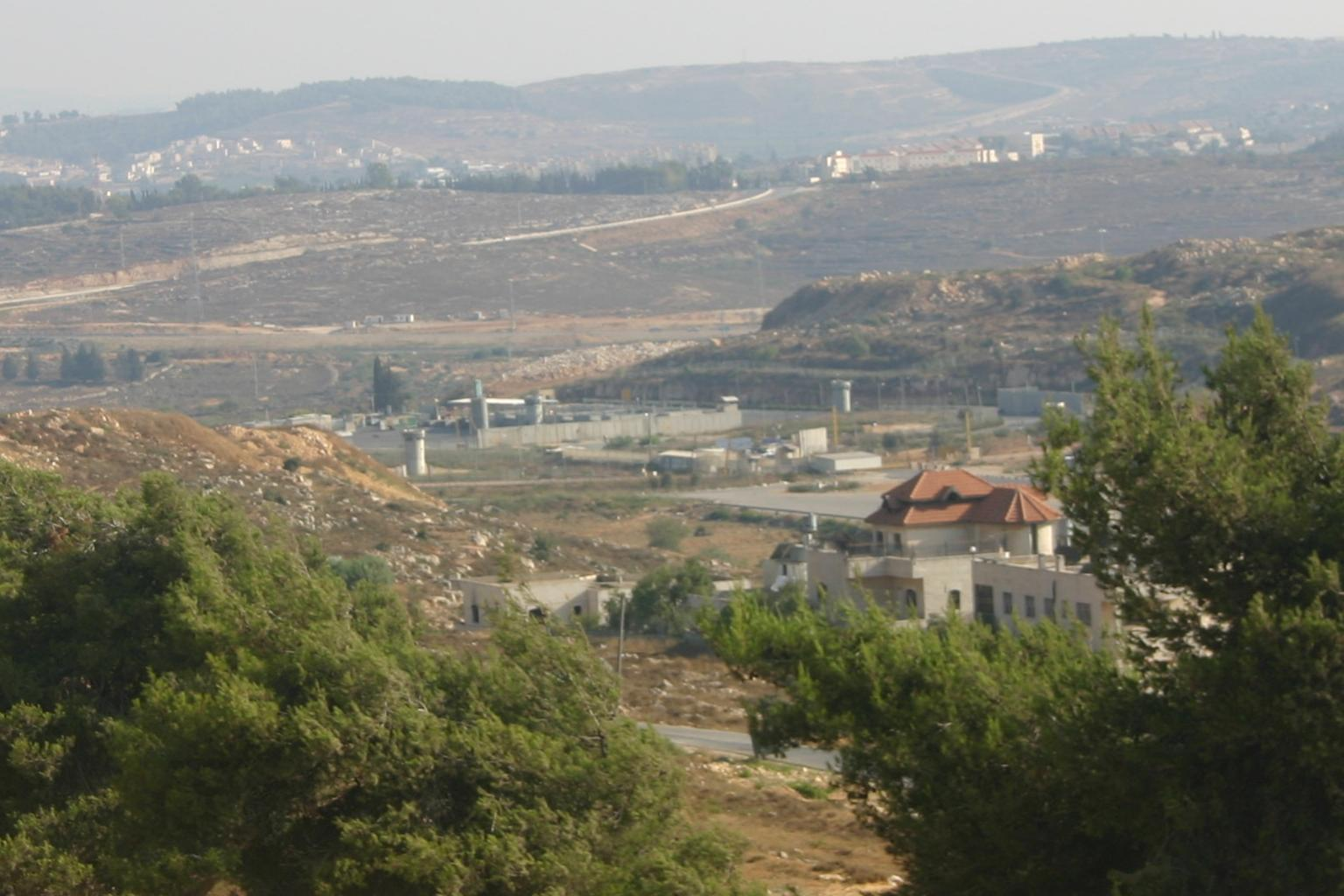
Sperranlage mit dem Waren-Terminal

Baituniya, offizielle Schreibweise laut Stadtamt Beitunia (arabisch بيتونيا, DMG Baytūniyā), ist eine beinahe mit Ramallah zusammengewachsene Stadt in den Palästinensischen Autonomiegebieten im Westjordanland. Die Stadt liegt 18 Kilometer nordwestlich von Jerusalem auf einer Seehöhe von 860 m. Mit 23.904 Einwohnern (2014) ist Baituniya die drittgrößte Stadt im Gouvernement Ramallah und Al-Bireh.

## Lage
Das alte Ortszentrum mit Rathaus und Wasserturm liegt auf einem Hügel. Im Osten (Baṭn aš-šarq = Ostbauch) grenzt die Stadt an die Industriezone von Ramallah, im Nordwesten liegt das Dorf Ain Arik. Im Tal gibt es noch größere landwirtschaftliche Flächen, doch der aktuelle Bauboom nagt an diesen, sodass sie jedes Jahr schrumpfen.

## Sehenswürdigkeiten
Während die Nachbarstädte Ramallah und Al-Bireh internationales Flair besitzen, gibt es im rein muslimischen Baiytunia keine nennenswerten kulturellen oder touristischen Einrichtungen außer einem Vergnügungspark mit größeren Fahrgeschäften.

## Verwaltung
Die Stadtverwaltung wurde um 2000 mit deutscher Entwicklungshilfe modernisiert. Im Osten – direkt neben dem Vergnügungspark – befindet sich das Hauptquartier des palästinensischen Sicherheitsdienstes mit Büros und Gefängnissen des Geheimdienstes. Während der ersten Zeit der Autonomie gab es dort unter Dschibril ar-Radschub intensive Zusammenarbeit mit den israelischen Sicherheitsdiensten und der CIA. 
Am 3. April 2002, in der Zweiten Intifada, stürmte jedoch die israelische Armee in der sogenannten „Operation Schutzschild“ die Anlage, zerstörte sie teilweise und holte sich dort befindliche Militante. Im Industrieviertel steht die Zentralfeuerwache des Zivilschutzes für das Westjordanland.

## Wirtschaft
Da sämtliche Warenlieferungen in die nördliche Westbank über Baituniya gehen, findet dort auch die palästinensische Zollabfertigung für Kraftfahrzeuge statt. Aus diesem Grund befinden sich dort größere Auto-Zwischenlager.
Im Industriegebiet befindet sich neben einigen Möbelhäusern die Abfüllanlage der NBC (National Beverage Company) von Coca-Cola.

## Ofer
Im Südosten befindet sich das ehemalige israelische Militärlager Ofer, in dem es von 1988 (Erste Intifada) bis 1995 (Autonomie) und seit 2002 wegen der Zweiten Intifada ein Zeltlager-Gefängnis gibt. Die Zelte sind inzwischen durch Blechbaracken ersetzt worden, und die Anlage wurde 2006 der zivilen Gefängnisverwaltung übergeben, dennoch sind die Haftbedingungen dort schlecht. In Ofer sind vorwiegend palästinensische Sicherheitsgefangene ohne Verurteilung und zu kürzeren Haftstrafen Verurteilte untergebracht. Ein Besuch durch Angehörige ist nur mit großem Aufwand, Geduld und dem Roten Kreuz möglich. Die Zufahrt führt nämlich nicht über den nur 500 Meter entfernten Übergang Beituniya/Ofer, sondern über einen 7 km langen Umweg, für den mit Buswechsel drei Stunden benötigt werden. Das Gefängnis ist eines der wenigen, das sich innerhalb der besetzten Gebiete befindet und damit nicht gegen den Artikel 47 der Genfer Konventionen verstößt, wonach Gefangene nicht aus dem besetzten Gebiet gebracht werden sollen.
Vor der Zweiten Intifada war es möglich, von Tel Aviv und Jerusalem kommend über die jüdische Siedlung Giv'at Seev vorbei an Ofer über Baituniya nach Ramallah zu fahren (Straße 436). Von 2000 bis 2001 gab es hier einen israelischen und einen palästinensischen Kontrollpunkt. Am 14. Mai 2001 wurden dort fünf palästinensische Polizisten von der israelischen Armee teilweise im Schlaf erschossen. Heute ist der Kontrollpunkt Ofer für den Durchzugsverkehr gesperrt und stattdessen der LKW-Terminal für den Bezirk Ramallah. Dabei müssen die Waren zwischen einem israelischen und einem palästinensischen LKW – Rücken an Rücken – umgeladen werden.

## Siedlerstraßen
Bei Einführung der Autonomie blieb die Stadt in Zone B, da die Verbindungsstraße 436 zu den jüdischen Siedlungen Dolev und Talmon durch die Stadt führte. Mit großem Aufwand wurde im Westen um den Hügel eine eigene Umfahrungsstraße 450 nach Ain Arik gebaut, sodass die Stadt 2000 zur Zone A werden konnte. Durch die Zweite Intifada wurde der weitere Straßenverlauf durch Ain Arik unsicher, und daher wurde die sichere Zufahrt zu den Siedlungen über die neue Straße 463 nördlich von Ramallah verlegt. Zugleich wurden im Gebiet Ain Arik/Ein Qinya/Dolev weitere Umfahrungsstraßen angelegt.